# Konohamaru Sarutobi
Konohamaru Sarutobi ((japansk) 猿飛木ノ葉丸, Sarutobi Konohamaru) er en fiktiv figur fra manga- og anime-serien Naruto og er opkaldt efter landsbyen Konoha, er barnebarn af den Tredje Hokage og er Asuma Sarutobi's nevø.
Konohamaru der normalt hænger ud med sine to venner, Udon og Moegi, kalder dem selv "Konohamaru Ninja Squad". Han og hans holdkammerater prøver hele tiden at snige sig ind på Naruto Uzumaki. Konohamaru største indflydelse er Naruto selv, som han ser op til som en rollemodel. På forskellige punkter synes Naruto og Konohamaru, at have nogle fælles bånd mellem dem, som brugen af Sexy no Jutsu.
Selvom Konohamaru og Naruto siger at de er rivaler, har de begge en dyb forståelse for hinanden og Konohamaru ser utroligt meget op til Naruto som ingen anden person gør. Da de to mødtes første gang, kaldte Konohamaru Naruto "Oyabun", som groft kan oversættes til "Leder". Han åbnede op til Naruto og fortalte ham, at han var ked af, at ingen så ham for den han virkelig var. I stedet så de ham som barnebarn af den Tredje Hokage, og kaldte ham "ærede barnebarn" i stedet for Konohamaru. Han kan derfor lide Naruto, fordi han mente de var ens. De ender med at bliver rigtig gode venner og Naruto lære ham nogle Jutsu'er.
Ligesom Naruto drømmer Konohamaru om at blive Hokage, men han siger at han vil være den Syvende Hokage, da han var fuldstændig overbevist om, at Naruto ville blive den Sjette Hokage.